# Rio Awakino

O rio Awakino é um rio localizado na Ilha do Norte de Nova Zelândia. Ele foi descrito como um dos grandes rios da Ilha Norte fornecendo pesca de alta qualidade para o interior do país. Possui excelente stock de truta-arco-íris e truta, num belo cenário. O município de Awakino fica nas margens do seu rio.

## Rota do Rio
O rio nasce numa terra de "bush", a "King Country" e flui para o sul através da localidade de Mahoenui de onde corre, ao lado da Estrada Nacional 3, até chegar ao Mar da Tasmânia em Awakino.